# Lucius Cornelius Cinna (Konsul 127 v. Chr.)
Lucius Cornelius Cinna war ein römischer Senator und Politiker aus der Gens Cornelia. Im Jahr 127 v. Chr. erreichte er an der Seite von Lucius Cassius Longinus Ravilla das höchste römische Staatsamt, das Konsulat.
Er war vermutlich Vater des gleichnamigen popularen Politikers.